# Nomada verecunda
Nomada verecunda là một loài Hymenoptera trong họ Apidae. Loài này được Cresson mô tả khoa học năm 1879.